# Cattura di Ponza (1813)
La cattura di Ponza del 1813 è un episodio militare delle guerre napoleoniche.

## Storia
Le Isole Ponziane erano state occupate dalle truppe di Gioacchino Murat nel 1808.
Nel febbraio 1813 l'Ammiragliato della Royal Navy scoprì che l'isola di Ponza era un centro per i corsari nemici, i quali infastidivano il commercio siciliano. L'ammiraglio Edward Pellew, comandante della Mediterranean Fleet, ordinò pertanto di riconquistarla, per avere una base sicura vicino alla costa italiana e a Napoli.
Il 16 febbraio furono armate due fregate, la HMS Thames, comandata da Charles John Napier, e la HMS Furieuse, comandata da William Mounsey, e imbarcate di due battaglioni. Sulla Thames fu imbarcato il luogotenente colonnello John Pine Coffin, comandante del 10º Reggimento, mentre sulla Furieuse il tenente colonnello Cashell, comandante del 2º battaglione del 10º Reggimento.
Il comandante della guarnigione di Ponza, Jean-Baptiste Dumont, era a conoscenza dell'imminente attacco e sei corsari e alcuni mercantili fuggirono prima dell'arrivo delle navi britanniche. Le batterie del porto aprirono il fuoco circa mezz'ora prima che i cannoni delle fregate potessero farlo avvicinandosi alla costa, ma provocarono pochi danni e, con le navi impegnate su entrambi i lati, la Thames fu presto ancorata, con Furieuse alla sua poppa. Quindi, le navi si avvicinarono alle scogliere presenti sotto le batterie per evitare il loro fuoco, e le truppe furono sbarcate in una piccola baia sabbiosa. La comparsa dei soldati sulle alture, davanti alla Torre Borbonica, insieme al fuoco delle navi, indusse il governatore Dumont ad arrendersi, sebbene disponesse di una forza uguale a quella degli attaccanti.
La resa fu negoziata da Mounsey e Cashell per parte britannica e da Paul Auguste Joseph Bassat, commissario della marina e dell'esercito dell'isola di Ponza e Ventotene e Carlo Mireconda, comandante di un distaccamento della fanteria di linea, per parte napoleonica. La cattura del porto fornì un comodo ancoraggio e acqua dolce per le navi della Royal Navy che pattugliavano la costa. Napier, per la conquista dell'isola, prese il titolo di "Conte di Ponza", sebbene non sia mai stato ufficializzato.
Ponza rimase sotto controllo britannico fino al 1815, quando, con il Congresso di Vienna, fu restituita ai Borbone delle Due Sicilie.